# 米米·拉松
米米·拉松（瑞典語：Mimmi Larsson，1994年4月9日—），瑞典女子足球运动员，场上位置是前锋。她曾代表瑞典国家队参加2019年国际足联女子世界杯，结果队伍获得季军。